# 1-й Вирджинский пехотный полк
1-й Вирджинский добровольческий пехотный полк (англ. 1st Virginia Infantry Regiment) был первым полком, набранным в штате Виргиния для службы в армии конфедератов во время Гражданской войны в США. Он сражался в основном в составе Северовирджинской армии и участвовал в «атаке Пикетта».
1-й Вирджинский полк был сформирован в Ричмонде, штат Виргиния, в мае 1861 года. С начала войны он имел десять рот, но в апреле три были отделены. Таким образом, полк содержал семь рот из Ричмонда и одну из Вашингтона (она была добавлена в середине июля). Его первый полковник, Патрик Мур, был тяжело ранен 18 июля 1861 года в перестрелке у Блэкбернс-Форд, и подполковник Фрай командовал полком в первом сражении при Булл-Ране.

## Структура
Полк имел следующий ротный состав:
- Рота A — «Richmond Grays»: капитан Эллиот — откомандирован в Норфолк, штат Вирджиния в течение апреля 1861 года и назначен в 12-й пехотный вирджинский как рота «G», 31 августа 1861 года.
- Рота B — «Городская стража Ричмонда»: Капитан Р. Харрисон — Капитан Ли был убит в сражении при Блэкбернс-форд 18 июля 1861 года.
- Рота C — «Monthgomery Guards»: капитан Дж. Дули[1]
- Рота D — «Old Dominion Guards»: капитан Дж. Грисволд
- Рота E(1): Капитан Уайз — Направлена в Фредериксберг, Вирджиния, а затем включена в 46-й пехотный полк, до первого сражения при Бул-Ране.
- Рота E(2) — «добровольцы из Вашингтона»: Капитан С. К. Шерман — временно прикреплена к полку в середине июля. В апреле 1862 переведена в 7-й вирджинский полк как рота F.
- Рота F (1) — «Cary’s Company»: Капитан Р. М. Кэри — Направлена во Фредериксберг и назначена в 21-й пехотный полк, под командованием капитана Р. Х. Каннингема-младшего, до первого Манассаса.
- Рота F (2) — «Bouregard’s Rifles»: Капитан Ф. Б. Шеффер — Служила в предварительном батальоне (батальон Шеффера) во время первого Бул-Рана и была переведена в полк 23 июля 1861 года. Рота была освобождена от обязанностей 7 сентября и переименована в «роту C», (1-й артиллерийский полк). 13 ноября 1861 года рота была расформирована.
- Рота G — рота Гордона: Капитан В. Х. Гордон
- Рота H (1) — батарея гаубиц: Капитан Г. В. Рэндольф — В начале мая бригада оставила полк и была расширена в батальон из трёх рот под тогдашним майором Г. В. Рэндольфом.
- Рота H (2-й) — «Richmond Grays»: Капитан Боггс
- Рота I — «Рота Тейлора»: Капитан Тейлор
- Рота K — «Вирджинские винтовки»: капитан Ф. Миллер — расформирована, когда полк был преобразован в апреле 1862 года.
- Артиллерийская бригада Фойет: Капитан Кейбл — передан Джону Магрудеру во время кампании на полуострове .
- Гвардейцы Флойд: капитан Г. В. Чамберз — Назначены в качестве бригады К во 2-й пехотный вирджинский полк до 30 июня 1861 года.
- Музыканты: капитан Смит
- Барабанщики: главный барабанщик К. Р. М. Роуль — 14 барабанщиков.

Первым командиром полка стал полковник Патрик Мур, подполковником — Уильям Фрай, а майором — Уильям Манфорд.
27 апреля полк был направлен в лагерь Кэмп-Ли на западной окраине Ричмонда. 17 мая полк покинул майор Манфорд, который стал подполковником 17-го вирджинского полка, а его место занял майор Фредерик Скиннер.

## История
26 мая полк прибыл в Манассас-Джанкшен (Северная Вирджиния) и был включён в бригаду Джорджа Террета. 30 июня полк был официально принят на службу в армию Конфедерации, а 2 июля бригаду возглавил Джеймс Лонгстрит.
Полк сражался в Первом сражении при Бул-Ране в бригаде Джеймса Лонгстрита. Он участвовал в первом столкновении с противником, известном как сражение у Блэкбернс-Форд. На тот момент в полку числилось 570 человек. В этом сражении был ранен полковник Патрик Мур, который выжил, но стал непригоден к полевой службе. Осенью полк стоял в северной Вирджинии под командованием подполковника Фрая. 11 ноября Фрай покинул полк, майор Скиннер был повышен до подполковника, а капитан Джон Дули (рота С) стал майором.
В апреле 1862 года полк был реорганизован, роты Е и К были расформированы из-за истечения срока службы, и полк стал включать только шесть рот. 27 апреля командиром полка был избран выпускник вирджинского военного института, полковник Льюис Уильямс.
В сражении при Уильямсберге полк действовал в составе бригады Эмброуза Хилла. После сражения (25 мая) Хилл стал командиром дивизии, а бригаду передали Джеймсу Кемперу (командиру 7-го вирджинского), который командовал ей в сражении при Севен-Пайнс. В Семидневной битве полком командовал капитан Нортон. Когда Кемпер временно возглавил дивизию, бригада была передана полковнику Монтгопери Корсе.
В начале Северовирджинской кампании полк попал под внезапный удар противника в сражении у Кедровой горы и был обращён в бегство. К началу второго сражения при Булл-Ран полк насчитывал 140 человек и командовал им подполковник Фредерик Скиннер. Полк потерял 22 человека в этом бою. Подполковник Скиннер получил тяжёлое ранение и оставил полевую службу.
В ходе Мерилендской кампании генерал Кемпер снова возглавил бригаду и под его руководством полк сражался в сражении при Южной горе, где командиром полка был капитан Джордж Нортон.
Позже полк сражался при Энтитеме и Фредериксберге, а весной участвовал в экспедиции Лонгстрита в Саффолк.
Перед сражением при Геттисберге полк насчитывал 209 человек и им снова командовал полковник Льюис Уильямс. На третий день сражения полк принимал участие в «Атаке Пикетта», во время которой потерял около половины своего состава, в основном от флангового огня вермонтской бригады. Полковник Уильямс был смертельно ранен в том бою. 27 человек было убито, 73 ранено, 13 пропало без вести.
В июле подполковник Скиннер получил звание полковника (несмотря на непригодность к полевой службе), майор Ленгли стал подполковником, а капитан Джордж Нортон получил звание майора.
По окончании кампании полк был отправлен в Северную Каролину и вернулся в Северовирджинскую армию только к началу сражения при Колд-Харбор, где сражался в составе бригады Уильяма Терри.
Во время отступления от Петерсберга полк понёс потери в сражении при Сайлерс-Крик, где в плен попало 40 человек, в том числе подполковник Ленгли и майор Нортон.
Только 17 человек осталось в полку во время капитуляции при Аппоматтоксе 9 апреля 1865 года.

## Интересные факты
Капитан роты «С», Джон Дули, был ранен во время атаки Пикетта и всю ночь пролежал раненным на поле боя. Предположительно, за это время он успел записать подробный рассказ о ходе этого сражения.